# Bauladu
Bauladu é uma comuna italiana da região da Sardenha, província de Oristano, com cerca de 688 habitantes. Estende-se por uma área de 24 km², tendo uma densidade populacional de 29 hab/km². Faz fronteira com Bonarcado, Milis, Paulilatino, Solarussa, Tramatza.